# Radiosité (physique)

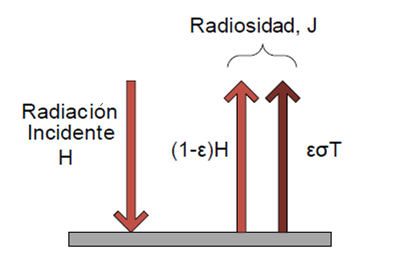
Schéma expliquant la radiosité.

La radiosité est une grandeur, principalement utilisée en optique et dans la description de transfert thermique, représentant le flux énergétique total quittant une surface. La radiosité comporte trois composantes : le rayonnement émis par la surface, le rayonnement transmis par la surface, ainsi que le rayonnement réfléchi par la surface.